# Estación de Sagunto
Sagunto (Sagunt en valenciano), conocida antiguamente como la estación del Norte, es una estación de ferrocarril situada en la ciudad española de Sagunto, en la provincia de Valencia (Comunidad Valenciana). Dispone de servicios de Larga y Media Distancia, y forma parte también de las líneas C-5 y C-6 de Cercanías Valencia.
Históricamente, la estación de Sagunto ha constituido un importante nudo ferroviario en el que se bifurcan varias líneas férreas que permiten la conexión entre Levante, Aragón y Cataluña. Además, en sus cercanías se encuentran unas instalaciones logísticas denominadas «Sagunto-Mercancías», dedicadas a labores de clasificación de los trenes de mercancías.

## Situación ferroviaria
La estación, que se encuentra a 41,82 metros de altitud, forma parte de los trazados de las siguientes líneas férreas:
- Línea férrea de ancho ibérico Valencia-Tarragona, punto kilométrico 29,2.[2]
- Línea férrea de ancho ibérico Zaragoza-Sagunto, punto kilométrico 270,0.[2]

El kilometraje de esta última línea se corresponde con el trazado histórico del ferrocarril Calatayud-Valencia, tomando a la antigua estación de Calatayud-Jiloca como punto de partida —a pesar de que el tramo Calatayud-Caminreal ya no existe—.

## Historia
La estación fue inaugurada el 20 de abril de 1862 con la apertura del tramo Valencia-Sagunto de la línea que pretendía unir Valencia con Tarragona. Las obras corrieron a cargo de la Sociedad de los Ferrocarriles de Almansa a Valencia y Tarragona (AVT) que previamente y bajo otros nombres había logrado unir Valencia con Almansa. En 1889, la muerte de José Campo Pérez principal impulsor de la compañía abocó la misma a una fusión con la compañía «Norte».
El 15 de mayo de 1898 la Compañía del Ferrocarril Central de Aragón puso en funcionamiento el tramo Segorbe-Sagunto de la línea que buscaba enlazar Calatayud con Valencia a través de Teruel y Sagunto, línea que entraría en servicio en su totalidad en 1902. El Central de Aragón construyó una estación propia, denominada Sagunto-Anfiteatro, que se encontraba situada en las cercanías de las instalaciones de la compañía «Norte». Esto supuso que Sagunto pasara a contar con dos estaciones ferroviarias y que se convirtiera en un importante nudo ferroviario, con conexiones a Valencia, Teruel, Calatayud, Zaragoza, Castellón, Tarragona o Barcelona. En 1941, tras la nacionalización de toda la red de ancho ibérico, el complejo ferroviario de Sagunto pasó a ser gestionado por la recién creada RENFE.
Desde el 31 de diciembre de 2004 Renfe Operadora explota los trazados ferroviarios mientras que Adif es la titular de las infraestructuras.

## La estación
Está situada junto a la avenida del País Valenciano, en la travesía de la N-340. El edificio para viajeros es un recinto moderno y funcional compuesto por un cuerpo central de dos plantas y dos alas laterales de menor altura. Dispone de un total de 10 vías de las cuales dos de ellas mueren en uno de los laterales del edificio y cinco carecen de acceso andén. Un paso subterráneo comunica el andén central con el andén principal. En el exterior existe un aparcamiento habilitado.

## Servicios ferroviarios

### Larga distancia
Dispone de conexiones de Larga Distancia que la unen principalmente con Madrid, Barcelona, Alicante y Valencia, además también cuenta con servicios a Asturias y Castilla y León.

### Media distancia
Los servicios de Media Distancia tienen como principales destinos Zaragoza, Barcelona, Teruel y Tortosa.

### Cercanías
Los trenes de cercanías de las líneas C-5 y C-6 realizan parada en la estación.
| procedencia/destino | < estación | Línea | estación > | destino/procedencia   |
| ------------------- | ---------- | ----- | ---------- | --------------------- |
| Valencia-Norte      | Puzol      |       | Gilet      | Caudiel               |
| Valencia-Norte      | Puzol      |       | Los Valles | Castellón de la Plana |